# ポートピアホール
ポートピアホールは、神戸市中央区のポートアイランドにある国際会議場。神戸コンベンションコンプレックスの構成要素。
ポートピアホテルの独立した施設であるが、ポートピアホテル南館の「大輪田の間」（3000名収容）や「偕楽の間」（1200名収容）といったレセプションホール群と直結している。劇場形式の会議場であるため、クラシックコンサートなどにもよく利用されている。

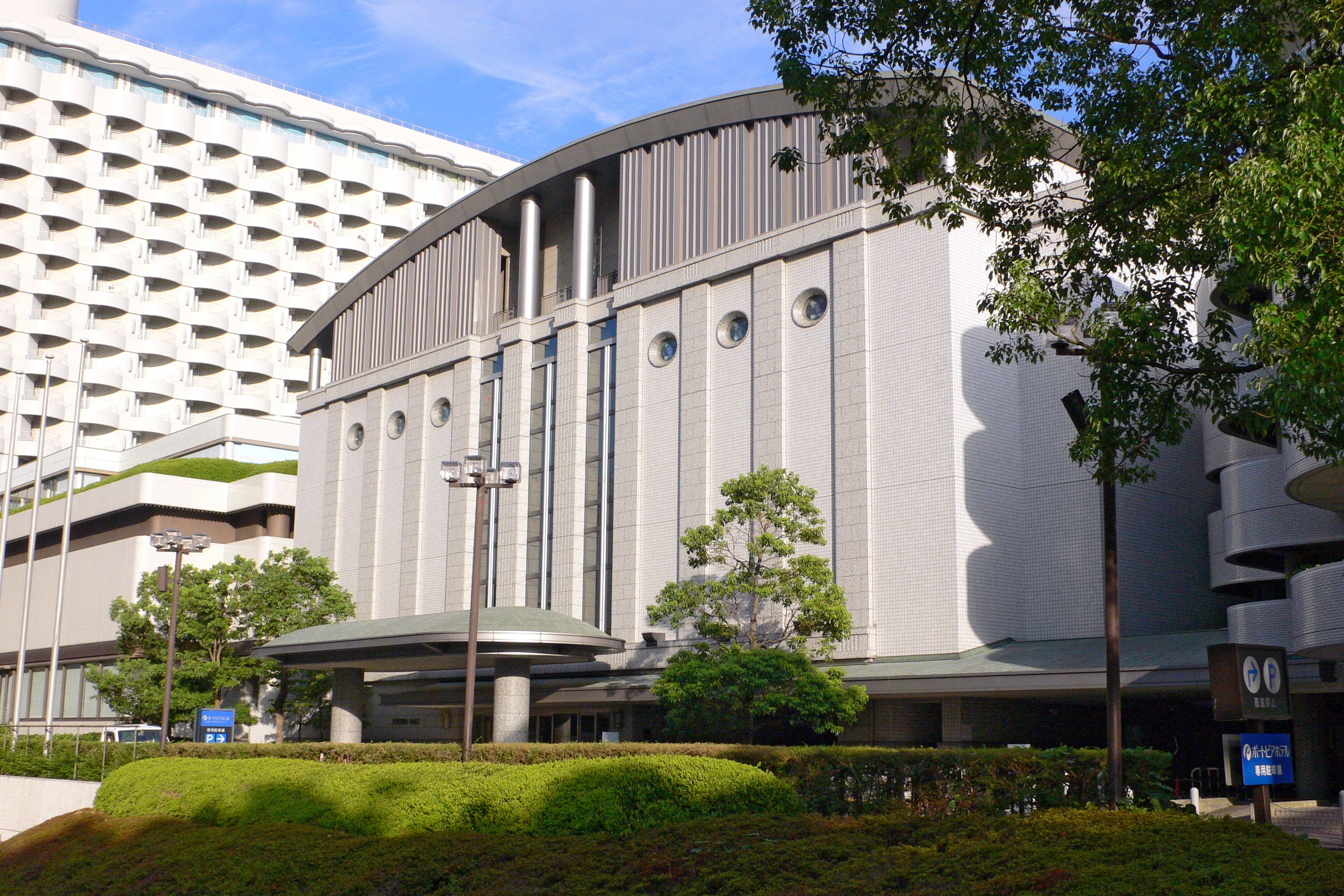
ポートピアホール

## 施設概要
- 同時通訳設備― 6カ国語対応、同時通訳ブース6室、赤外線方式、受信機1,700台
- ステージ形式― プロセニアム形式（間口22.5m×高さ8m、奥行10m）
- ステージ面積― 200m2（反射板使用時）
- 座席数― 1,702席　（車椅子対応）1階席　1,308席、バルコニー席126席、2階席268席
- ステージ袖― 30m2（下手袖）、30m2（上手袖）
- 主催者事務室― 1室(45m2)
- 控室―2室（各15m2）
- 控えサロン―1室(40m2)
- 楽器― フルコンサートグランドピアノ3台（スタインウェイ、ヤマハ）

## 所在地
- 〒650-0046 兵庫県神戸市中央区港島中町6-10-1

## 交通アクセス
- 山陽新幹線 新神戸駅より、ホテルシャトルバス（無料）で25分
- JR三ノ宮駅・阪急神戸三宮駅・阪神神戸三宮駅・地下鉄三宮駅より、ホテルシャトルバス（無料）で15分
- ポートライナー 市民広場駅 徒歩すぐ

## 周辺情報
- 神戸コンベンションコンプレックス
- ワールド本社
- UCCコーヒー博物館
- 神戸市立青少年科学館
- 神戸ポートターミナル